# Ankhisalla
Ankhisalla (nep. आँखिसल्ला) – gaun wikas samiti we wschodniej części Nepalu w strefie Kośi w dystrykcie Dhankuta. Według nepalskiego spisu powszechnego z 2001 roku liczył on 1083 gospodarstw domowych i 5648 mieszkańców (2850 kobiet i 2798 mężczyzn).